# 勐省坝
勐省坝是位于云南省临沧市沧源佤族自治县东北部的一个坝子，地势西高东低，面积14.2平方千米，坝内主要河流有南碧河、拉勐河，坝区及河谷气候炎热，适合热带作物生长，是沧源县内重要的农业区，坝内有勐省镇及类似乡级单位勐省农场。

## 资料来源
1. ↑  沧源佤族自治县民族中学, 沧源佤族自治县交通局. . 昆明: 云南科技出版社. 2002: 16. ISBN 7-5416-1753-9.